# Берёзовка (Павинский район)
Берёзовка — деревня в Павинском районе Костромской области. Административный центр Петропавловского сельского поселения

## География
Находится в северо-восточной части Костромской области на расстоянии приблизительно 11 км на восток по прямой от села Павино, административного центра района.

## История
В XIX веке деревня находилась на территории Никольского уезда Вологодской губернии. В 1859 году здесь было учтено 3 двора.

## Население
Численность постоянного населения составляла 26 человек (1859), 149 в 2002 году (русские 97 %), 367 в 2022.